# 森昭雄
森 昭雄（もり あきお、1947年2月5日 - ）は、日本の生理学者。
日本大学文理学部体育学科教授および、日本大学大学院文学研究科教育学専攻教授。専門は生理学、運動生理学。
日本大学医学部講師、米国ロックフェラー大学研究員、カナダクイーンズ大学客員教授等を経て、現職。2002年、日本健康行動科学会を設立。

## 経歴
- 1969年3月　日本大学文理学部体育学科卒業
- 1971年3月　日本大学大学院文学研究科教育学専攻修士課程修了
- 1971年4月　日本大学医学部助手（第1生理学教室勤務）
- 1978年4月　日本大学医学部講師（第1生理学教室勤務）
- 1978年には、医学博士（学位取得論文題名、Relations between Ca Uptake and Temperature in the Isometric Contraction of Skeletal Muscle（カルシウム摂取と骨格筋の等長収縮における温度との関係）を日本大学から取得している。日本大学医学部所属中に、脳の研究を行うために東京都神経科学研究所研究員として脳幹を中心とした研究を行う[3]。ロックフェラー大学では、動物実験による大脳皮質の運動出力の研究や、体性感覚野と運動野の神経回路をニューロンレベルで研究を行う[4]。日本大学歯学部では視床－皮質投射系およびヒトの随意運動についての研究を行う[5]。日本大学文理学部でも継続して脳の研究を行い、主にヒトを中心とした脳波のβ波を研究している[6]。
- 2002年、健康は脳のレベルでも考える必要があるという趣旨で日本健康行動科学会を設立し、現在は理事を務めている。専門は脳神経科学、生理学（筋電図、脳波、トレーニング、反応、反射）、運動生理学であり、現在大学及び大学院でこれらの講義を受け持っている[1]。
- 2002年に『ゲーム脳の恐怖』を刊行（ゲーム脳については後述）。また2000年、日本大学から、永年勤続（30年）表彰を受けた。
- 2010年4月より、新しく開設される幼児教育私塾である「BunBu学院」の顧問に就任したとされており、「モリ式幼児教育メソッド」（モリ式メソッド）と称した新たな幼児教育法を掲げていたが、ウェブでの発表からわずか数日後に顧問の辞任が発表されている[7]。なお、「モリ式教育メソッド」の名前は「BunBu式教育メソッド」に改められている。

## 業績など
2002年に刊行された著書『ゲーム脳の恐怖』は、テレビゲームが脳に与える悪影響を説き、子を持つ親や教育関係者を中心に受け入れられ、35万部を売り上げるベストセラーになった。また、本書で提唱された「ゲーム脳」という言葉は当時流行語にもなった。また、この「ゲーム脳」の研究に使用するために森が開発した「脳波活動定量化計測装置」が特許を取得している。
そのほか、スーパーミリオンヘアーの安全性の証明、飯田電子設計の脳聴シリーズやヨシリツの知育玩具LaQ（ラキュー）の推薦を行っている。
2012年9月より、愛媛県新居浜市に本部を置く日本お手玉の会で理事を務める。後述の「ゲーム脳」仮説では、以前から改善のためとしてお手玉を推奨していたが、就任以降はゲーム（脳）に関係なくお手玉が前頭前野の改善や認知症の予防になるという仮説も提唱している。
また、埼玉県教育委員長・高橋史朗が会長を務める感性・脳科学教育研究会の顧問となっている。その一方、森が主宰する日本健康行動科学会では、高橋が理事となっている。

## 「ゲーム脳」に関連した活動実績
「ゲーム脳」の考え方は、テレビ・新聞・雑誌をはじめとするマスメディアに支持されており、凶悪な犯罪事件が報じられたり、心身の問題に関する特集が組まれたりした際には、しばしばインタビューを受け、コメントの提供を行っている。多くの場合、森は「ゲーム脳」の考え方に基づいたコメントを残している。
また、子を持つ親や、教育関係者からの支持もあり、小学校などで「ゲーム脳」の教育を行う取り組みが行われているなどの実績もある。このため、「ゲーム脳」が話題となった2002年頃から、主に自治体などの支援により、全国各地の学校や公民館で森の講演会が行なわれている。
2002年には、国際学会NeuroscienceでInfluence of computer games on occurrence patterns of brain activity in the human prefrontal cortex（人間の前頭前野の脳活動の発生パターンに対するコンピューターゲームの影響）という学術発表が評価され、マスメディア向けのプレスブックにも掲載された。
2006年3月6日に東京都世田谷区の世田谷区民会館で講演が行われ、教育委員会が共催した。2006年10月29日には、大阪市でも講演会が開催され、大阪府教育委員会と大阪市教育委員会が後援者となった。2006年11月27日には、米子市で鳥取県警が主催した「少年非行防止フォーラム」と題した講演、12月6日に岐阜県教育研究会保健部会での講演が、そして、2007年2月6日には、町田市で町田市私立幼稚園協会主催、町田市教育委員会後援により、森の講演がそれぞれ行なわれた。
2008年4月16日には、統一教会系の新聞である世界日報の読者でつくる世日クラブ主催の講演が東京・渋谷にて行われた。
埼玉県川口市の小学校では、家庭に「ゲームやテレビの時間を減らす」「朝に読書する」などの生活改善の呼びかけを実施、これにより不登校や欠席する児童が減ったという。また、森の協力により、保護者の承諾を得られた児童約300人（全児童の約9割）を対象に脳波を測定。児童たちを「ノーマル脳」「半ゲーム脳」「ゲーム脳」の3種類に分類し、結果をもとに生活の改善指導が行われた。
鳥取市の小学校では、全校児童と保護者に対し「脳のしくみとゲームの怖さ」と題した特別授業を実施。「ゲームは15分。その後は三倍の読書をするように」と呼びかけた。

## 「ゲーム脳」への反論、批判
森の「ゲーム脳」に対しては、学者や有識者を中心に、根強い反論や批判も存在する。詳細はゲーム脳の項目を参照のこと。

## 講演や取材における発言
「ゲーム脳」の詳細については、ゲーム脳の項目を参照のこと。

### 「後天的自閉症」についての発言
医学上の通説では、自閉症は先天性の脳機能障害によるものであり、外的要因により後天的に起こる自閉症は存在しないとされている。もし後天的なものだとすると、自閉症の子を持つ親は、自責の念に駆られたり、周囲から「親が原因だ」などと言われて責められたりするなど、非常に辛い思いをすることとなる。
2005年、ある主婦のウェブサイトのブログに、地元の小学校で行われた森の講演に参加したときのレポートが記された。この日記には、講演の中で森が自閉症について言及し、「最近、自閉症の発症率が100人に1人 = 1%と増えているのは、ゲーム脳のせい。先天的な自閉症の数は変わらないので、増えた分はゲーム脳による後天的自閉症だ」という発言を行っていたと書かれている。
この日記は、内容を問題であると受け止めた複数の個人ブログやウェブサイトなどで取り上げられ、インターネット上のコミュニティを中心に知られることとなり、森は日本自閉症協会から抗議を受けた。
自閉症協会の抗議文に対して、森本人は「ゲームで自閉症になるとは言っていない」と否定したため、協会はのちに抗議を撤回し、ウェブサイトに謝罪文を掲載している。個別の問い合わせに対しては、「ゲームで自閉症になるとは言っていないが、川崎医科大学（岡山県）小児科教授である片岡直樹がテレビにより自閉症類似の症状となるという研究を行っているのを紹介したことがある。自閉症の話を扱う際は、慎重に発言している」と返答していた。
また、前年の著書『ゲーム脳の恐怖』に続く自著『ITに殺される子どもたち-蔓延するゲーム脳』（2004年刊）では、「近年増えている多動児や自閉症の児童も、DNA の問題だけが原因ではないようです。たしかに先天的な原因もあるでしょうが、それだけでは説明しきれない急増ぶりなのです」とし、先天的ではない自閉症が存在することを示す記述がある。

### 「テトリス」の開発目的に関する発言
『テトリス』は、ソ連科学アカデミー・コンピューターセンターの心理学者であるアレクセイ・パジトノフが人間の処理能力（内容やコツなどを脳が学習する過程）を研究する一環として開発したゲームである。この具体的な開発経緯は1980年代頃から知られていたが、森は以下のように「人を殺すための教育として開発された」としている。
2004年頃、フリーライターの府元晶によるレポート記事や、講演が行われた東京都江東区立辰巳小学校の公式ウェブサイトによると、以下のような発言を行なっている。
- 「『テトリス』というゲームはソ連の軍隊で人を殺すための教育の一つとして、軍事目的で開発されたもの。人間をロボットにするための人殺しゲームだ。簡単に殺戮ができるようにするためのものだ」
- 「ソ連では『テトリス』を兵隊にやらせる。『テトリス』をやっている状態の脳は、非常に反射的な状態になり、人を殺しても何とも思わなくなる。その訓練のために『テトリス』をやらせていたのである」

しかしこのような事実は存在せず、発言の意図や根拠も明らかにされていない。
なお、湾岸戦争へ赴いた米兵がテトリス（任天堂が発売のゲームボーイ版）で遊んでいたのは事実であるが、あくまでも戦場における娯楽として楽しむためであり、軍事とは一切関係なかった。それどころか冷戦時代には「テトリスは西側諸国の生産性を下げるためのソ連の罠」というジョークもあった。

### 「脳トレ」のゲームに対しての発言
ゲームに関連の深いメディア（ゲーム雑誌や、ゲームを主体としたコーナーの記事）からインタビューを受けた場合においては、ゲームに対し肯定的な発言を行っており、脳トレがブームとなった2007年には、『脳を鍛える大人のDSトレーニング』は「書くなどの要素があるため、良い効果の可能性もある」と答えていた。
一方で、前年の2006年に行われた講演では、「『脳を鍛える大人のDSトレーニング』は私だったら使わない。小学生や中学生が遊ぶと抜け出せない。手で字を書かせるのはよいと思うが、頼るのはよくない。それよりは、古本屋で100円の小説を読む方がよい」と、脳トレのゲームに対して否定的な発言を行っている。前述の「まんたんWeb」でのインタビューによれば、これらのソフト等を使った実験の類は行っていないとしている。
なお、『脳を鍛える大人のDSトレーニング』は加齢による脳の老化を改善する目的として、タイトルの通り「大人」向けに開発されており、ソフトの仕様上「小中学生」は対象としていない。

### JR福知山線脱線事故に対する発言
2005年に発生したJR福知山線脱線事故の翌日、事故の真相や乗客と運転士の安否も分からないまま救出活動が続いている中で発刊された夕刊フジ上に、脱線車両の運転士（発刊当時、大きく潰れた車両の中に閉じ込められており、安否不明。数日後、運転席から遺体で発見される）に関する記事が掲載された。
この記事中で、森は、既に他メディアで報じられていた、以下の2点のみを根拠として「脱線車両の運転士の異常行動は、ゲーム脳の特徴に似ているともいえる」との見解を示した。
- 運転士が過去に車両のオーバーランなどで、3回の訓告処分（日勤教育）を受けていたこと（これを森は「注意力が散漫な印象を受ける」と分析）
- 電車が脱線する直前、総合司令所が運転士に列車無線で「運転士応答できますか」と呼びかけたが、応答がなかったこと（森は「故意ならば、大事な場面で倫理的な行動がとれず、キレやすい」と分析）

最終的に多くの犠牲者を出すこととなった凄惨な事件に対して、森は事故に関する情報がほとんど明らかになっていない段階で自説を展開したが、この事故とゲーム脳の関連についてメディアで報じられたのは、夕刊フジのこの記事のみであり、以降この事故に関する森の見解、およびゲーム脳との関連は、メディアでは取り扱われていない。

### その他の発言
- 講演にて、「2002年にゲーム会社に提言したことにより、『太鼓のゲーム』や『ダンスするゲーム』が出てきた」と発言している。しかし、これらがゲームセンターで初めて稼働を開始したのは「ゲーム脳」という造語が提唱されるよりも前の、それぞれ2001年（太鼓の達人）、1998年（ダンスダンスレボリューション）であり、事実に反する発言である。
- 雑誌『ゲーム批評』2002年11月号のインタビューにおいて、「将棋も最初は脳が働くが、繰り返して慣れると脳の動きがパターン化して働かなくなってしまう」と、将棋でもゲーム脳になる可能性を示した。さらに『ゲーム脳の恐怖』でも、実物と同様の高度な思考を伴うはずの「テレビゲームの将棋」について「ほかのテレビゲーム中と同じ脳波（森の計測ではβ波が低い、つまり森が主張する「ゲーム脳」の状態）になる。考えなくても将棋が指せるようになったからだろう」と述べた。のちの講演では、実物の将棋・囲碁については「指先だけでなく腕も動かす」ことの一点を根拠にゲーム脳防止によいとしたが、テレビゲームの将棋・囲碁については、以前と同じく「パターン化するから脳が働かなくなりゲーム脳になる」と主張した。

## 自身への批判に対する反論・姿勢

### メディアやインターネットでの批判に対する反論
森自身やゲーム脳の仮説への批判に対して、森は以下のように反論している。
- ネット上で私の批判を書いている人は、ゲーム会社と何らかの関係のある人だ。
- （有識者による批判に対して）脳波を知らない素人が批判しているだけだ。
- （科学者による批判に対して）脳波を知らない人や、ゲーム会社から支援を受けている人の主張だ。
- （イギリスの科学雑誌『ニューサイエンティスト』誌が森の研究を批判したことに対し）それは脳のことを知らない人が言っていることでしょう。

### 有識者の批判に対する反論
京都大学名誉教授の久保田競が週刊誌「サンデー毎日」2006年2月26日号上で森を批判したことに対して、森は以下の発言を行っている。
- 京大の名誉教授（久保田競）による誹謗中傷があった。お歳を召されたのではないか? 京大はゲーム会社から70億もらっている[注釈 4]から、言いたいことが言えないのだろう。ゲーム会社がらみになってしまうと、まともな人もまともなことを言わない。
- 京大の名誉教授でもお金がらみに染まってしまうと言いたいことも言えない。私は科学者だから言いたいことを言う。

精神科医の斎藤環は森の「脳に関する誤った認識」や「脳波の測定法の誤り」への科学的根拠をもとにした指摘を行っている。これに対し、前述のサンデー毎日の記事において森は、斎藤に対する反論として以下の発言を行っている。
- 斎藤環さんというゲームマニアみたいな人が、僕の批判を書いている。悪いけどあの人は脳波を知らない。素人です。生理学の知識の無いかわいそうな人なんですよ。僕は医学部でも実習で教えましたからね。彼よりはまあ10倍くらいは知識がありますよ（笑）。対談してもかまわない。恥ずかしくて彼はものが言えないと思いますよ。

### 犯罪統計データを根拠とした反論への姿勢
森の「ゲーム脳によって少年犯罪が増加する、必ず凶悪犯罪を起こす」という主張に対し、2006年には森の講演に聴衆として参加していた作家の川端裕人が、質疑応答で「1964年（森が17歳の頃）と比較すると、少年による殺人発生率は1/3以下に減少しており、ファミコン発売以降も変わらず低水準。仮にゲーム脳が存在するとしても、少年犯罪に悪影響を与えないほど微弱なものではないのか?」と、質問を投げかけた。
それに対して森は「私は日本人だ。日本の子どもが笑わなくなり、キレるようになり、おかしくなっているのを見て、日本のためにやっている」と発言、「そういうのを問題にするあなたの方が日本人として非常に恥ずかしい」と続け、川端が提示した矛盾に回答を示さなかった。

## 著書
- 『ゲーム脳の恐怖』（2002年、NHK出版生活人新書）ISBN 4140880368
- 『ITに殺される子どもたち-蔓延するゲーム脳』（2004年、講談社）ISBN 4062124750
- 『元気な脳のつくりかた』（2006年、少年写真新聞社）ISBN 4879812226 （日本PTA全国協議会推薦図書）
- 『「脳力」低下社会』（2007年、PHP研究所）ISBN 4569694004
- 『ネトゲ脳 緊急事態 - 急増する「ネット&ゲーム依存」の正体』（2012年、主婦と生活社）ISBN 4391142627